# 파문 (1989년 드라마)
《파문》은 MBC 정통 사극 조선왕조 오백년 시리즈의 열 번째 작품으로, 1989년 6월 7일부터 1989년 9월 13일까지 방영되었다.
문예부흥기였던 정조 시대와 전면적인 천주교 탄압으로 인해 암울했던 순조 시대 초반기를 재조명했다.
신분을 뛰어넘어 입신양명을 꿈꾸었던 무인 박승도와 그의 부인 윤보배의 시각에서 재조명되었던 이 시대는 실학이 태동하고 천주학(천주교)이 전해졌던 시대이기도 했다.
정조 시대의 태평성대와 붕당 정치 과정, 곧 의회민주주의 국가들처럼 정당들이 정치를 하는 정치역사에서 주자학과, 드라마에서는 성모상을 박승도가 왕족인 어린이에게 선물하는 장면이 상징하는 서학(천주교)이 충돌하는 급격한 사상적 변혁기가 박승도의 일대기를 통해 그려졌다.
실제 박승도는 종이었다가, 주인이었던 이벽의 천주교 신자로서의, 종교적 양심에 의해 면천이 된 후에 궁에서 군관으로 일했는데, 천주교가 조상 제사를 거부하는 등 유교 사상과 갈등하여 조선 정부의 탄압을 받자 국가의 종교정책을 따라야 하는 공무원으로서 주인을 고발해야 할지, 천주교 신자로서 노비인 자신을 면천한 주인의 종교적 양심을 묵인해야 할지를 갈등한다.

## 출연

### 주요인물
- 길용우 : 박승도 역
- 채시라 : 윤보배 역
- 최진실 : 박선아(박승도의 동생) 역

### 왕실 인물
- 최명길 : 혜경궁 홍씨 역
- 김용건 : 정조 이산 역
- 이휘향 : 효의왕후 청풍 김씨 역
- 김용선 : 정순왕후 경주 김씨 역
- 정은숙 : 의빈 성씨 역
- 홍진희 : 수빈 박씨 역
- 최상진 : 순조 이공 역
- 강현종 : 효명세자 이대 역
- 김알음 : 완풍공 상계군 이담 역
- 권은아 : 궁중 상궁 역

### 조정 인물
- 전국환 : 정약용 역
- 박영지 : 정약종 역
- 박웅 : 홍대용 역
- 강성욱 : 채제공 역
- 문회원 : 심환지 역

### 천주교 인물
- 이묵원 : 권철신 역
- 임정하 : 이벽 역
- 이도련 : 주문모 신부 역
- 윤순홍 : 이승훈 역
- 이미지 : 강완숙 역

### 그 외 인물
- 전운 : 이부만 역
- 현석 : 김공신 역
- 장덕수 : 사미 스님 역
- 박영태: 최창현 역
- 신국 : 김화진 역
- 정성모 : 강철균 역
- 임문수
- 김기일
- 최은숙
- 최형선
- 이혜근
- 김청
- 김상순

- 유강진 : 해설